# Ballo dei quarantuno

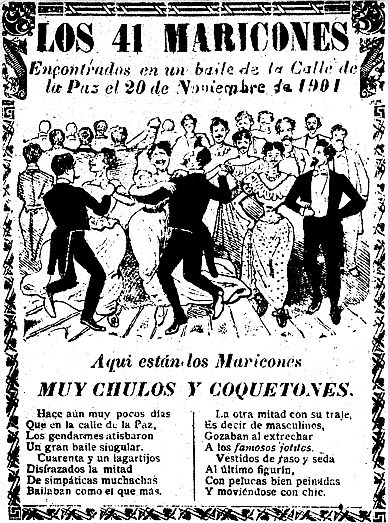
Vignetta satirica di José Guadalupe Posada pubblicata su Hoja Suelta nel 1901 in riferimento al ballo dei quarantuno

Il ballo dei quarantuno fu una retata di polizia avvenuta il 17 novembre 1901 a Città del Messico in Calle de La Paz, nel quartiere periferico della Colonia Tabacalera, durante la presidenza di Porfirio Díaz, con l'irruzione in una festa danzante che si svolgeva tra quarantadue uomini, ventuno dei quali vestiti da donna di cui però solo quarantuno furono arrestati (da cui il nome dell'avvenimento). Nonostante gli sforzi del governo per insabbiare la vicenda, la stampa messicana diede ampio risalto al fatto poiché gli arrestati appartenevano alla classe alta della società dell'epoca e tra essi figurava anche il genero del presidente Díaz, Ignacio de la Torre y Mier, dando così vita a uno degli scandali più clamorosi del primo Novecento. 
Nel novembre 2020 gli avvenimenti sono stati raccontati nel film Il ballo dei 41.

## I fatti
Nel periodo a cavallo tra la fine del XIX secolo e l'inizio del XX lo svolgimento di balli a cui partecipavano solo uomini o solo donne avveniva di frequente, sia pure in forma clandestina a causa della discriminazione e della pubblica condanna nei confronti della diversità sessuale tipica del periodo. Diverse fonti citano feste e anche eventi pubblici a cui partecipavano uomini o donne travestiti, presentati ufficialmente come feste in costume. Era inoltre abituale che i rampolli dell'alta società si mostrassero per la calle de Plateros (ora Calle Francisco I. Madero) vestiti all'ultima moda e per questo erano denominati pollos ("galletti") o lagartijos ("lucertoloni"), termini dispregiativi per indicare i dandy, e quindi associati a ozio, vanità e fannullonismo e osteggiati dalla polizia perché considerati sfoggio di effeminatezza.
I presunti organizzatori della festa sarebbero stati il genero del presidente Porfirio Díaz, Ignacio de la Torre y Mier — soprannominato "il genero della nazione" per le sue nozze con Amada Díaz, figlia del presidente — e Antonio Adalid, soprannominato Toña la Mamonera, figlioccio del deposto imperatore Massimiliano I e di Carlotta del Belgio; altre fonti citano invece il giornalista Jesús Chucho Rábago e il latifondista Alejandro Redo. La festa iniziò nella tarda serata del 17 novembre in forma clandestina in una casa affittata allo scopo nella Colonia Tabacalera che allora si trovava al confine della città, nella quarta calle de la Paz (ora Calle Ezequiel Montes o Jesús Carranza) dove i convitati erano arrivati separatamente in diverse carrozze. La serata prevedeva, tra le altre cose, anche la "lotteria del Pepito" o dell'efebo, un'estrazione a sorte in cui il premio in palio era un prostituto.

Verso le tre del mattino del 18 novembre la polizia fece irruzione nella casa dopo che un travestito aveva aperto loro la porta. Un articolo di quotidiano dell'epoca riporta i fatti in questo modo: 
(Giornale dell'epoca)
Si diffuse subito la voce che il numero effettivo di arrestati fosse quarantadue e che il quarantaduesimo uomo sarebbe stato Ignacio de la Torre y Mier, al quale fu permesso di fuggire dai tetti delle case adiacenti. Gli arrestati in abiti maschili furono condotti alla caserma del 24º battaglione di polizia mentre quelli vestiti da donna in quella della polizia a cavallo. Il primo castigo arbitrario inferto dalla polizia a tutti gli arrestati fu quello di spazzare le strade attorno alle caserme, con indosso ancora gli abiti della festa. Contrariamente alle abitudini dell'epoca, per via della riservatezza del caso dovuta al coinvolgimento di De la Torre e alle possibili ripercussioni sulla famiglia del presidente e sulle altre famiglie dell'alta società nella sua cerchia, fu imposta una censura governativa e i nomi degli arrestati non furono comunicati alla stampa a parte quelli di Adalid, Jesús Solórzano, Jacinto Luna e Carlos Zozaya. Persone omonime sia di coloro di cui fu fatto il nome sia di quelli su cui circolavano voci mandano lettere di chiarimenti ai giornali per evitare di essere collegati alla retata.

## Conseguenze
Fin dai giorni successivi, la retata fu comunque segnalata come illegale e arbitraria, avendo violato i diritti umani e civili delle persone coinvolte. Si portò a giustificazione il fatto che la festa si era svolta senza il permesso delle autorità, che però all'epoca era richiesto solo per le celebrazioni pubbliche e non per quelle private; inoltre, l'omosessualità in sé non era punita dalla legge, ma in questo caso si ricorse a una interpretazione molto lasca dell'allora vigente Codice penale del 1871, che puniva i delitti contro la morale e il buon costume. In nessuna disposizione giuridica vigente si menzionava come pena quella che poi sarebbe stata comminata agli arrestati, che era quella tipica per i nemici del regime porfirista. Alle cinque e mezza del mattino, senza alcun processo o sentenza, diciannove (dodici, secondo il giornale El País) dei quarantuno arrestati furono caricati alla stazione Buenavista su un treno dell'esercito diretto a Veracruz e mandati ai lavori forzati del porto di Progreso, nello Yucatán. 
(El Popular, 25 novembre 1901.)
La stampa dell'epoca sottolineò che i detenuti deportati in Yucatán erano gli invitati della festa poveri e senza denaro sufficiente per corrompere la giustizia ed essere liberati, come probabilmente fecero tutti gli altri.
I deportati furono così costretti ad arruolarsi nell'Esercito messicano, misura contro la quale alcuni tentarono inutilmente un ricorso alla corte costituzionale. Per questo motivo, a distanza di quasi un secolo, è stato possibile conoscere il nome di alcuni degli arrestati: Pascual Barrón, Felipe Martínez, Joaquín Moreno, Alejandro Pérez, Raúl Sevilla, Juan B. Sandoval e Jesús Solórzano. Non è nota quale fu la destinazione finale dei deportati né quanto durò la loro prigionia; secondo Salvador Novo probabilmente si trattò di Chetumal.
Nonostante l'eco dei fatti, i resoconti di stampa riportano che riunioni e festini, anche con alcune delle persone coinvolte nella retata, continuarono comunque a svolgersi in luoghi come i bagni pubblici.

## Impatto sociale

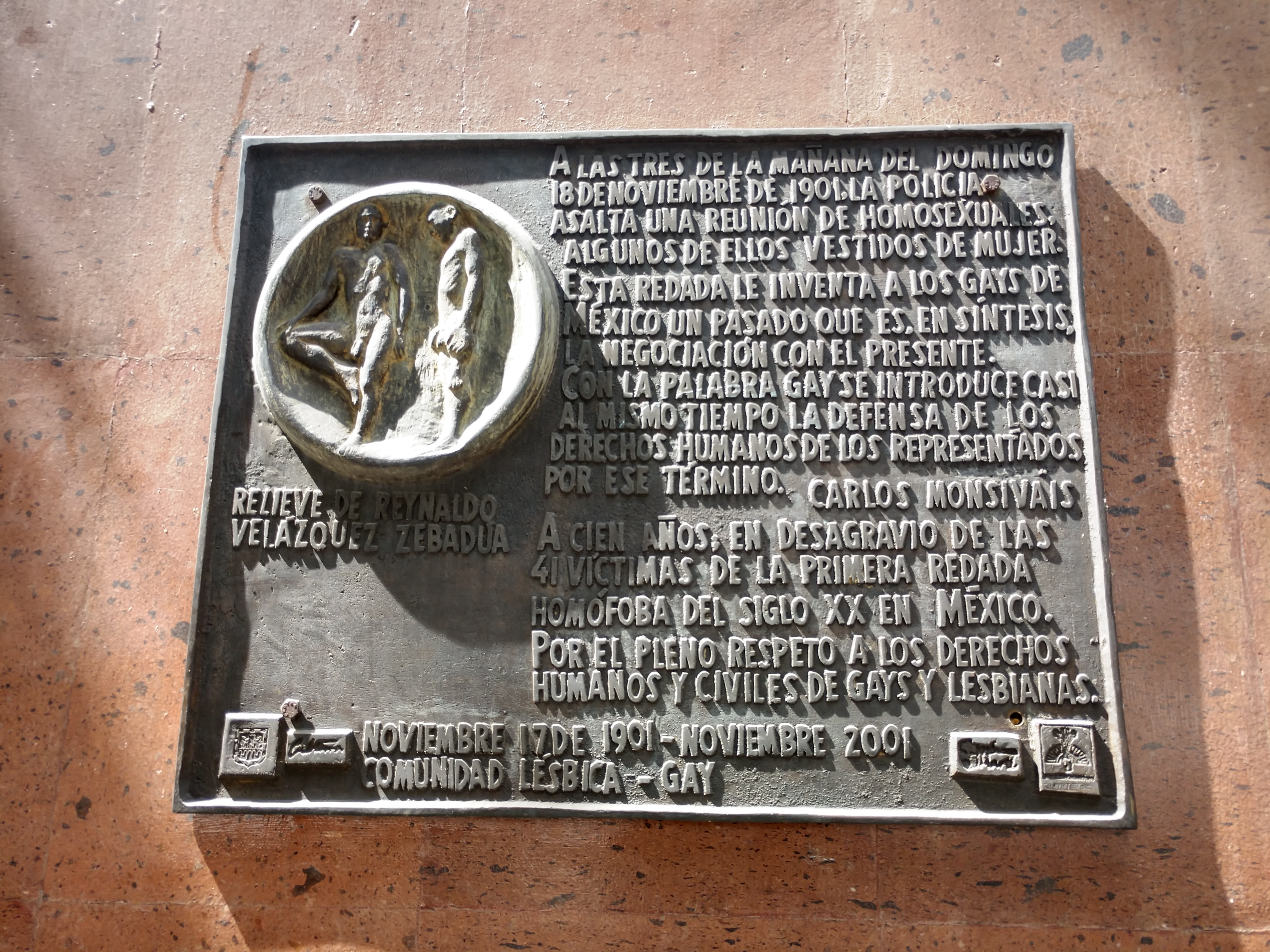
Targa commemorativa del ballo affissa nel 2001 dalla comunità LGBTQIA+ di Città del Messico, Centro Culturale José Martí.

Il caso provocò parecchio scherno sui mezzi di comunicazione dell'epoca, compresi quelli di opposizione al regime. A dispetto della censura imposta dal governo, riviste satiriche come El Hijo del Ahuizote pubblicarono materiale ricavato dai dati noti a livello popolare e il tema era attuale in tutte le classi sociali, sebbene feste di quel tipo fossero relativamente comuni e ben conosciute. Non si criticò soltanto il fatto in sé, nel filone del conservatorismo pubblico e dell'omofobia, prevalente all'epoca, ma si utilizzò la vicenda del ballo per associare "depravazione" e "vizio" all'aristocrazia porfiriana per il coinvolgimento di De la Torre y Mier (che morì nel 1918) e persone della sua cerchia.
Dieci anni dopo il fatto scoppiò la rivoluzione messicana che avrebbe deposto Porfirio Díaz. La vicenda del ballo dei 41 costituì inoltre un precedente che permise anche in seguito che avvenissero in continuazione retate, ricatti polizieschi, torture, pestaggi, imprigionamenti o incarcerazioni nel penitenziario delle Isole Marías, con la semplice accusa di "attacco alla morale e al buoncostume" con acquiescenza e assenso sociale legati ai pregiudizi omofobi.
I numeri 41 e 42 divennero un modo popolare per riferirsi in modo allusivo agli omosessuali (il 42 per indicare gli omosessuali passivi). Il fatto e i numeri trovarono diffusione attraverso la stampa ma anche tramite vignette, satire, lavori teatrali e letterari, dipinti e televisione, come nel caso dello sceneggiato storico  El vuelo del águila trasmesso da Televisa nel 1994. 
Nel 1906 fu pubblicato con lo pseudonimo di Fecundo il libro Los cuarenta y uno. Novela crítico-social, ristampato nel 2010. Questo romanzo, nonostante il suo tono violentemente omofobo, trattò per la prima volta nella storia della letteratura messicana il tema dell'omosessualità come argomento principale e viene considerato l'inizio della letteratura a tematica LGBT nel Messico, proprio perché affrontava un argomento considerato fino ad allora un tabù. 
Sono famose anche le vignette di José Guadalupe Posada, la cui pubblicazione era accompagnata da versi in rima:
(Autore anonimo)
L'associazione tra l'omosessualità e il 41 arrivò al punto che anche menzionare il numero divenne un tabù, come riportò lo scrittore militare Francisco L. Urquizo:
(Francisco L. Urquizo.)
Carlos Monsiváis definì la vicenda come il fatto che "inventò l'omosessualità nel Messico" per aver esposto il tema per la prima volta in modo pubblico in un ambiente fortemente conservatore.
Il numero 41 è stato usato come nome per discoteche o bar gay e dalle associazione come forma di lotta contro la stigma. Nel 2001, in occasione del centenario del ballo, la comunità LGBT di Città del Messico pose una lapide commemorativa sul Centro Culturale José Martí in segno di riparazione.
Il 29 giugno 2019 si svolse la 41ª edizione della marcia dell'orgoglio LGBT di Città del Messico con il tema "Orgoglio 41: Essere è resistere", commemorando l'episodio del 1901.